# Skonto-Stadion
Das Skonto-Stadion (lettisch Skonto stadions) ist ein Fußballstadion in der lettischen Hauptstadt Riga. Der Fußballverein Skonto Riga war von 2000 bis zu seiner Auflösung 2016 der Hauptnutzer des Stadions. Seit 2016 ist der zwei Jahre zuvor gegründete Riga FC in der Anlage ansässig. Daneben nutzen die lettische Fußballnationalmannschaft sowie die lettische U-21-Fußballnationalmannschaft und andere lettische Vereine wie z. B. der FK Ventspils, für internationale Spiele, dieses Stadion. Es liegt nordöstlich des Stadtzentrums von Riga. Seit der Renovierung und Erweiterung auf über 10.000 Plätze des Daugava-Stadions im Jahr 2018, trägt die lettische Fußballnationalmannschaft dort wieder ihre Länderspiele aus.

## Ausstattung
Die Anlage besitzt neben der Haupttribüne noch eine Gegengerade. Die Hintertortribüne im Nordwesten verläuft nur etwas mehr als die Hälfte der Seite entlang, da die Mehrzweckhalle Skonto-Halle in die Stadionecke hinein ragt. Diese drei Zuschauerränge sind überdacht. Die Südost-Tribüne ist eine provisorische Stahlgerüst-Konstruktion und nicht überdacht. Das Stadion hat insgesamt 6915 Sitzplätze. Es verfügt über eine Flutlichtanlage, besitzt aber keine Rasenheizung.